# Polymita albiflora
Polymita albiflora är en isörtsväxtart som först beskrevs av L. Bol., och fick sitt nu gällande namn av L. Bol. Polymita albiflora ingår i släktet Polymita och familjen isörtsväxter. Inga underarter finns listade i Catalogue of Life.